# Манеле
Мане́ле — музичний стиль, що полягає в суміші циганської музики, музики поп та музики Близького Сходу. Даний стиль розвивається на території Румунії, хоча наближені стилі можна віднайти в Болгарії (чалга), Сербії (Турбо-фолк), Греції (лаїко), Албанії і Туреччині.
Манеле виникло на початку ХІХ ст., як застольна аристократична музика, яку виконували румунські бояри або їх цигани-леутари на різних розвагах. Музика була повільною, наповнена ностальгією, зі стогонами і зітханнями. У другій половині ХІХ ст., коли у Румунії відбувалися державотворчі процеси, втратила свою популярність і продовжувала існувати тільки під виглядом пісень старих леутарів.
Нова зацікавленість до манеле прийшла в кінці 1960-х років. Спочатку у циганському середовищі, де пісні виконували в основному бідні цигани. У 1990-х роках популярність манеле стала підвищуватися за рахунок того, що стала включати в себе елементи нової музики. Це було своєрідним протестом до народної музики, яка переважала у програмах державних засобів масової інформації. Спочатку ця музика знайшла відгук у людей, які шукали своє місце в новому суспільстві, зокрема бідних людей і шахраїв.
Манеле є явищем, яке вийшло за рамки просто музики, воно об'єднує танець, жести, поведінку, специфічну іконографію.
Музика взяла за основу леутарську музику, музики із західного регіону Банат, у якій є значний вплив балканської музики, і банатсько-трансільванської циганської музики. На неї наклалася сучасна євро-американська споживча музика. Манеле стала музикою народних мас, але це не фольклорна музика.
Найбільшу популярність манеле має серед звичайної молоді і підлітків, особливо в сільському середовищі. Основним мотивом текстів пісень цього стилю є націлення на перемогу, під якою розуміється доступ до грошей і влади. Це знаходить відгук у тих, хто готовий опанувати всі хитрощі, які можуть відкрити їм шлях до багатства і влади. Критики манеле вважають це аморальним.
Манеле звучить поряд з іншими жанрами музики. На деяких телеканалах і радіостанціях Румунії прокручують хіти цього жанру.
Разом з тим цей стиль дещо втрачає свою популярність. Проведені соціологічні опитування музичні уподобання показали, що манеле з третьої позиції в рейтингу музичних переваг респондентів у 2007 році опустилося до п'ятої в 2010 році.